# هوناتانیان
هُوْناتانیان (ارمنی: Հովնաթանյաններ) یک خانواده نقاش اهل ارمنستان بود.

## نگارخانه

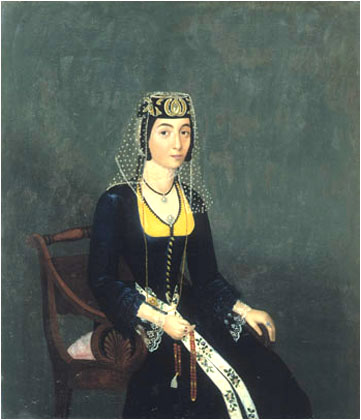
Portrait of Melikishvili اثر Hakob Hovnatanyan, موزه هنرهای زیبای گرجستان, تفلیس.
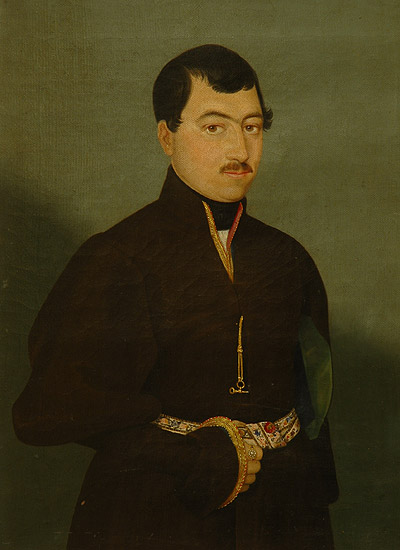
Karajyan اثر Hakob Hovnatanyan.
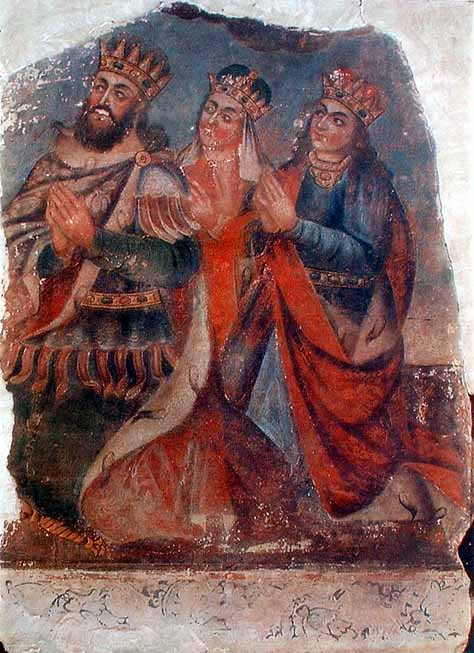
تیرداد سوم ارمنستان به همراه همسر آشخن و خواهرش Khosrovidukht اثر نقاش هوناتان.
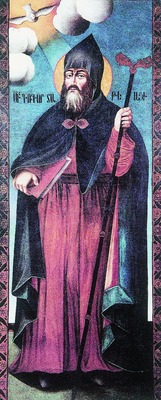
گریگور تاتواتسی اثر Hovnatan Hovnatanyan
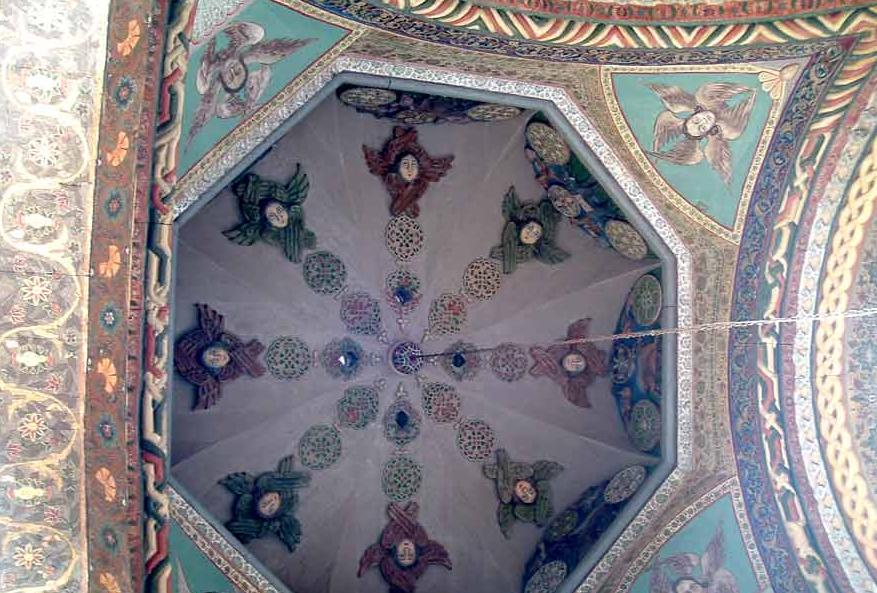
کلیسای جامع اچمیادزین dome اثر Hovnatan Hovnatanyan و پسرش Mkrtum Hovnatanyan.
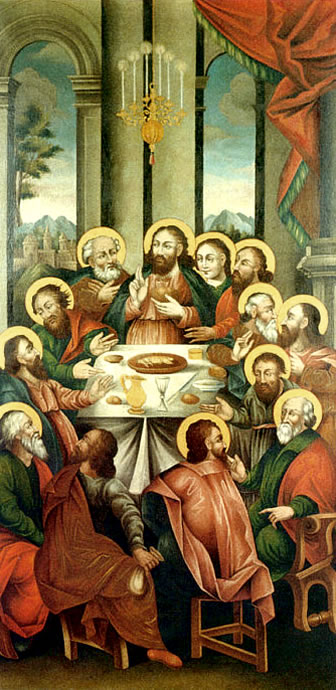
شام آخر اثر Hovnatan Hovnatanyan.
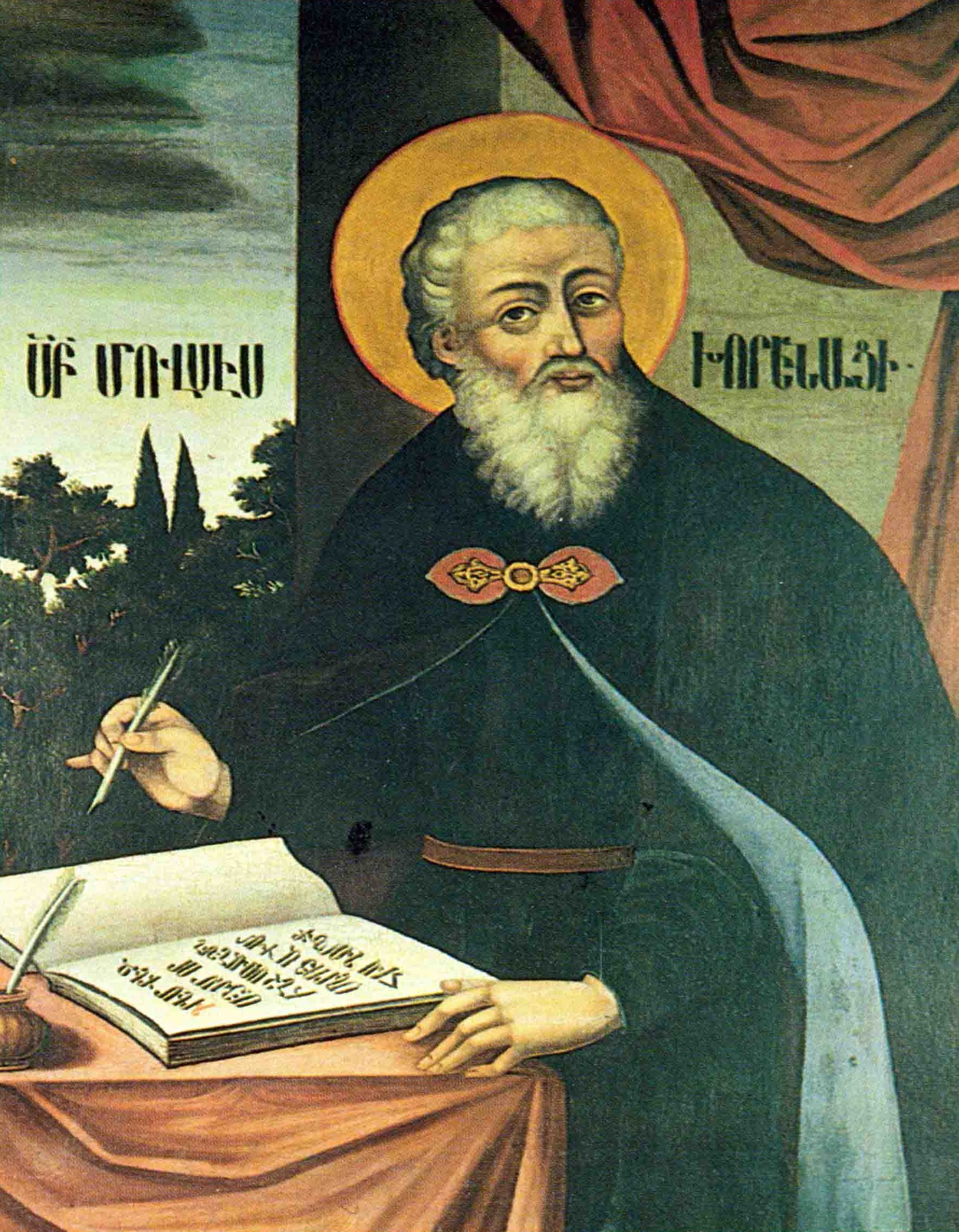
موسی خورنی اثر Hovnatan Hovnatanyan.
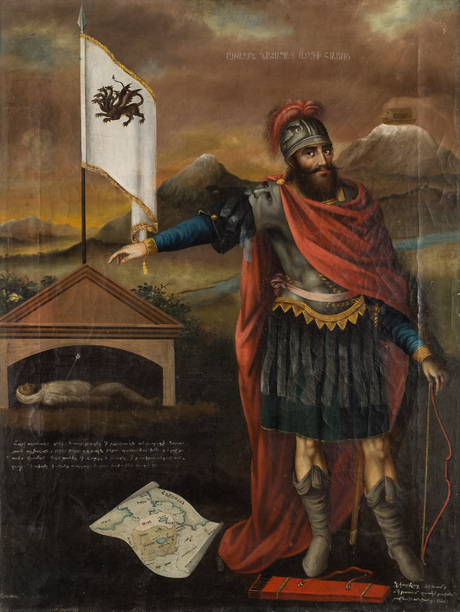
هایک (اسطوره) اثر Mkrtum Hovnatanyan.
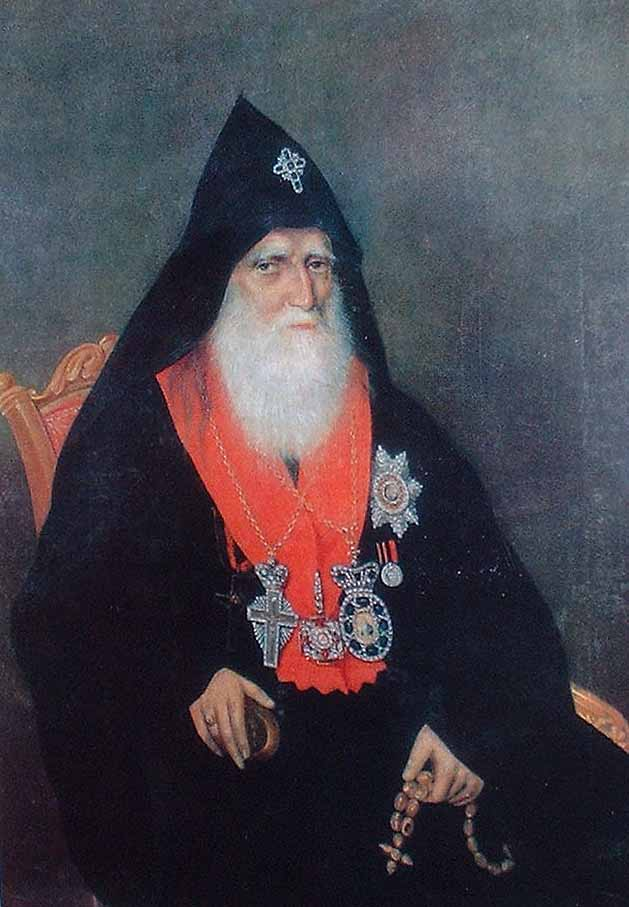
نرسس پنجم اثر Hakob Hovnatanyan.
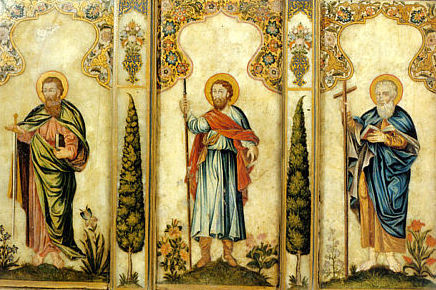
Ejmiatsin, اثر نقاش هوناتان.
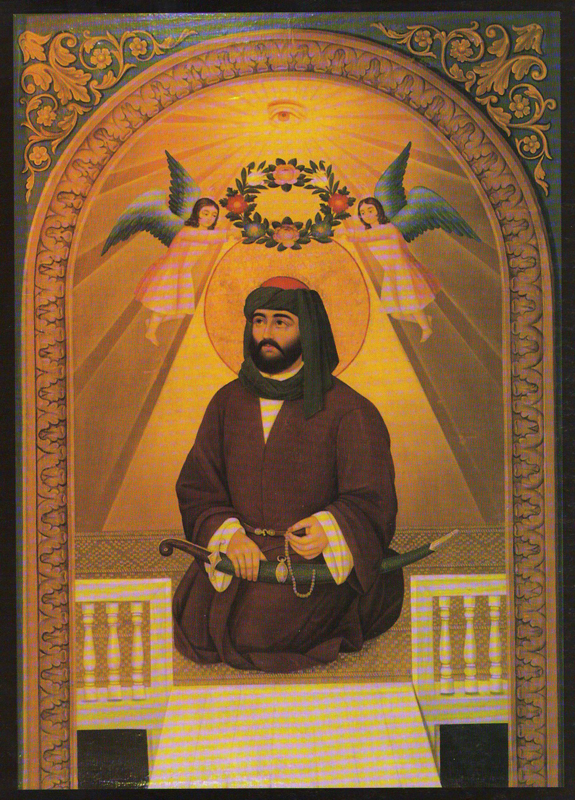
علی بن ابی‌طالب اثر Hakob Hovnatanyan.